# South Fork Estates
South Fork Estates és una concentració de població designada pel cens dels Estats Units a l'estat de Texas. Segons el cens del 2000 tenia 47 habitants.

## Demografia
Segons el cens del 2000, South Fork Estates tenia 47 habitants, 15 habitatges, i 10 famílies. La densitat de població era de 5,4 habitants per km².
Dels 15 habitatges en un 46,7% hi vivien nens de menys de 18 anys, en un 60% hi vivien parelles casades, en un 6,7% dones solteres, i en un 33,3% no eren unitats familiars. En el 26,7% dels habitatges hi vivien persones soles el 6,7% de les quals corresponia a persones de 65 anys o més que vivien soles. El nombre mitjà de persones vivint en cada habitatge era de 3,13 i el nombre mitjà de persones que vivien en cada família era de 4,1.
Per edats la població es repartia de la següent manera: un 42,6% tenia menys de 18 anys, un 4,3% entre 18 i 24, un 29,8% entre 25 i 44, un 19,1% de 45 a 60 i un 4,3% 65 anys o més.
L'edat mediana era de 34 anys. Per cada 100 dones de 18 o més anys hi havia 92,9 homes.
La renda mediana per habitatge era de 60.139 $ i la renda mediana per família de 60.139 $. Els homes tenien una renda mediana de 0 $ mentre que les dones 0 $. La renda per capita de la població era de 14.429 $. Cap de les famílies estaven per davall del llindar de pobresa.

## Poblacions més properes
El següent diagrama mostra les poblacions més properes.